# Wie ein einziger Tag (Roman)
Wie ein einziger Tag ist der erste Roman von Nicholas Sparks und erschien 1996 unter dem englischen Titel The Notebook bei Warner Books in New York.
Erzählt wird die Liebesgeschichte von Noah und Allie.

## Inhalt
1946
Aus dem Krieg heimgekehrt, kauft sich Noah Taylor Calhoun, Jahrgang 1915, eines der größten altehrwürdigen Landhäuser in New Bern, North Carolina, und macht sich an die Renovierung. In der Raleigher Zeitung erscheint 1946 ein Artikel über die gelungene Instandsetzung. Allison Nelson, genannt Allie, Jahrgang 1917, bekommt die Zeitung in die Hände und entsinnt sich ihrer ersten Liebe. Allie will ihren Verlobten, den erfolgreichen, weil fleißigen Raleigher Anwalt Lon Hammond, demnächst ehelichen. Zuvor aber sucht sie ihre Jugendliebe auf, den allein lebenden Noah. 1932 war er der erste Mann in ihrem Leben gewesen. Die Liebe zerbrach an dem Standesunterschied. Seitdem hatte Allie mit keinem anderen geschlafen – auch nicht mit dem vielbeschäftigten Lon, der das nicht so richtig zu verstehen vermag. Nun – bei Noah angekommen – erfährt Allie, dass dieser sein kleines Vermögen bis zum Kriege mit schwerer Arbeit gemacht und es in das Landhaus investiert hat. Auch Allie plaudert aus den vergangenen vierzehn Jahren. Die begabte Malerin malt nicht mehr. Es stellt sich heraus, dass Allies Mutter nach dem Zerwürfnis Noahs Briefe unterschlagen hat. Und die ihren hatte Allie gar nicht erst abgeschickt. Für Allie ist Noah ein Dichter, obwohl er nur Verse liest – von Whitman, Thomas, Tennyson und Browning. Von Allie danach gefragt, was er für das Beste ihres gemeinsamen Sommers 1932 halte, antwortet Noah: „Alles.“ An jeden Augenblick könne er sich erinnern. Beide verlieben sich wieder ineinander. Während Allie von dem strebsamen Lon vernachlässigt wird, hört sie aus Noahs Munde Ermutigung: Allie soll wieder malen. Auf die stürmische Liebesnacht nach vierzehn langen Jahren folgt die Ernüchterung. Lon macht sich für einen Prozesstag bei seinem Richter in Raleigh frei und reist in New Bern an. Allies Mutter kommt dem künftigen Schwiegersohn warnend zuvor und bringt dem Liebespaar gleich die unterschlagenen Briefe mit. Die Tochter verzeiht ihr. Noah bittet Allie, bei ihm zu bleiben, doch diese begibt sich zu Lon in ihr New Berner Hotel.
1995
Nach fast 49 Jahren Ehe fragt Allie den Gatten Noah: „Wer bist du? Was tust du hier?“ und schreit ihn an: „Komm mir nicht zu nahe!“ Allie leidet an der Alzheimer-Krankheit. Seit drei Jahren schon lebt das Paar im Creekside-Pflegeheim. Kurz bevor Noah sein schönes altes Landhaus aus dem Jahr 1772 für immer zunagelte, bat Allie ihren Dichter Noah, die Geschichte der gemeinsamen Jahre aufzuschreiben. Es entstand Noahs „Tagebuch“, jenes titelgebende „Notebook“, das Gegenstand des Romans ist. Im Kampf gegen das Vergessen liest Noah am Krankenbett seiner Allie daraus vor. In dieser Ehe wurden fünf Kinder geboren. Ein Kind starb. Allie etablierte sich als international erfolgreiche Malerin.
Nicht nur Allies Tage sind gezählt, auch mit Noah geht es unaufhaltsam zu Ende. Ihn plagt die Arthritis in den Händen so, dass er mit seinen „Klauen“ nicht mehr handwerklich arbeiten kann. Zudem leidet er an Prostatakrebs. Nach einem überstandenen Schlaganfall bringt er zwar die Kraft zum Weiterleben auf, kann und darf aber nicht mehr in das nur ein Stück Wegs entfernte Zimmer seiner Allie, um ihr – wie immer – aus dem Tagebuch vorzulesen und die Kranke zu ermuntern. Am 49. Hochzeitstag schleppt sich der langsam rekonvaleszente Noah dennoch zu Allie – und das Wunder geschieht: Allies befürchtete Verwirrung bleibt aus. Noch einmal erkennt die Geliebte den Geliebten.

## Verfilmung
- 2004 Wie ein einziger Tag